# Gare de Bas-Évette
Pour les articles homonymes, voir Gare de Bas.
La gare de Bas-Évette est une gare ferroviaire française des lignes de Paris-Est à Mulhouse-Ville et de Bas-Évette à Giromagny, située au village de Bas-Évette, sur le territoire de la commune de Évette-Salbert, dans le département du Territoire de Belfort, en région Bourgogne-Franche-Comté.
C'est une halte ferroviaire de la Société nationale des chemins de fer français (SNCF) desservie par des trains TER Bourgogne-Franche-Comté.

## Situation ferroviaire
Établie à 391 mètres d'altitude, la gare de Bas-Évette est située au point kilométrique (PK) 435.830 de la ligne de Paris-Est à Mulhouse-Ville, entre la gare de Champagney en Haute-Saône et celle des Trois-Chênes dans le Territoire de Belfort. Celle-ci est l'une des deux gares de Belfort, où elle dessert notamment un important site industriel (avec Alstom, General Electric…). La gare de Bas-Évette est séparée de cette dernière par la gare fermée de Valdoie.
Gare de bifurcation, Bas-Évette est l'origine de la ligne de Bas-Évette à Giromagny. Sur cette ligne, elle est séparée de la gare de Giromagny, terminus, par la gare fermée de Lachapelle-sous-Chaux.

## Histoire
En 2017, selon les estimations de la SNCF, la halte a accueilli 6 267 voyageurs. Ce nombre s'élevait à 5 990 voyageurs en 2016.

## Fréquentation
De 2015 à 2024, selon les estimations de la SNCF, la fréquentation annuelle de la gare s'élève aux nombres indiqués dans le tableau ci-dessous.
| Année     | 2015  | 2016  | 2017  | 2018  | 2019  | 2020  | 2021  | 2022   | 2023   | 2024   |
| --------- | ----- | ----- | ----- | ----- | ----- | ----- | ----- | ------ | ------ | ------ |
| Voyageurs | 6 166 | 5 992 | 6 267 | 5 387 | 6 821 | 3 614 | 6 392 | 11 503 | 11 577 | 14 957 |

## Service des voyageurs

### Accueil
Halte SNCF, c'est un point d'arrêt non géré (PANG) à entrée libre.

### Desserte
Bas-Évette est desservie par des trains TER Bourgogne-Franche-Comté, qui effectuent des missions entre les gares de Vesoul ou Épinal, et de Belfort.

### Intermodalité
Un parc pour les vélos et un parking sont aménagés. Le réseau de transports en commun Optymo du Territoire de Belfort dessert la gare à distance, à l'arrêt Rue du Lac, via la ligne 30 qui relie Valdoie à Auxelles-Haut, via Évette-Salbert et Sermamagny.

## Festival des Eurockéennes
La gare connaît une forte affluence de voyageurs lors du festival des Eurockéennes en assurant le terminus des navettes gratuites du festival au départ de la gare de Belfort. Ces navettes sont assurées par des autorails à grande capacité (AGC) Franche-Comté avec couplage de deux rames.